# 張偉 (弘治進士)
張偉（1467年—？），字汝賢，四川成都府內江縣人，明朝政治人物。

## 生平
弘治九年（1496年）丙辰科第三甲第十二名進士。歷官直隶常州府宜興縣知縣。升河間府同知。

## 家族
曾祖張懽，祖張彥常。父張斐，母高氏；繼母鍾氏。